# ميمند (فارس)
مدن أُخرى باسم ميمند أُنظر ميمند (توضيح)

ميمند (بالفارسية: میمند) هي مدينة تقع في إيران في ناحية ميمند. يقدر عدد سكانها بـ 8,615 نسمة.